# José Forns y Quadras
José Forns y Quadras (Madrid, 12 de gener de 1898 - Ginebra, Suïssa, 7 de setembre de 1952) fou un compositor espanyol.
Cursà el batxillerat ensems que la carrera de pianista, amb el mestre Fuster. El 1914 es llicencià de Dret en la Universitat de Madrid, aconseguint el premi extraordinari; el 1915 assolí el mateix guardó al doctorar-se en aquella Facultat. Estudià harmonia i composició en el Conservatori de Madrid, durant els anys 1918 i 1919, amb els mestres Fontanilla i Serrano, assolint el premi en aquesta assignatura. El 1921 guanyà per oposició i unanimitat la càtedra d'estètica i història de la música del Conservatori de Madrid. Fou professor d'Estètica i Història de la Música del Conservatori de Madrid, i crític musical de l'Heraldo de Madrid, col·laborà en les principals revistes professionals d'Espanya i Amèrica, a més de revistes de divulgació musical com la revista Ritmo.
La mort el va sorprendre a Ginebra, on havia estat formant part de la Delegació Espanyola en el Congrés de la Unesco, que se celebrava en aquella ciutat per adoptar i signar un conveni universal sobre drets d'autor, en la que tingué un paper rellevant en les seves sessions. Era assessor jurídic de la Societat d'Autors d'Espanya, i com a secretari general d'aquella havia format part de la Delegació Espanyola en la VI Conferència Plenària de la Unesco, el 1951, i en el XVII Congrés Internacional d'Autors i Compositors, celebrat a Amsterdam el juliol del 1952.
Entre les seves obres didàctiques més notables figuren Estètica aplicada a la Música.
Va donar al teatre les sarsueles següents: La reina patosa; La veneciana; Nelly; El toque de oración i Flores de lujo, i les operetes El amor de Friné i La reina Topacio.